# 거미원숭이과
거미원숭이과는 현재 알려져 있는 광비원류에 속하는 네개의 과 중 하나이다. 이전에는 꼬리감는원숭이과에 포함되어 있었다. 거미원숭이과 원숭이들은 일반적으로 큰 원숭이들이며, 고함원숭이와 거미원숭이를 포함하고 있다. 멕시코에서 아르헨티나 북부에 이르는 아메리카와 남아메리카의 숲 지역에서 널리 발견된다.

## 특징
거미원숭이과 종은 일반적으로 머리부터 몸까지의 길이가 34~72cm인 소형부터 중간 크기의 원숭이로 구성되어 있으며, 고함원숭이가 가장 크고 거미원숭이가 가장 작다. 긴 잡는꼬리를 가지고 있으며, 말단부 아랫부분에 민감하고 거의 털이 없는 촉각판이 있다. 꼬리는 종종 집을 짓는 나무 사이를 이동할 때 '다섯 번째 다리'로 사용된다. 또한 손가락과 발가락에 손톱이 있어 나무를 오를 수 있다. 대부분 종은 주로 짙은 갈색, 회색 또는 검은색 털을 가지고 있으며, 종종 더 옅은 반점이 있다.

## 하위 속
- 고함원숭이아과 (Alouattinae)
  - 고함원숭이속 (Alouatta)
- 거미원숭이아과 (Atelinae)
  - 거미원숭이속 (Ateles)
  - 양털거미원숭이속 (Brachyteles)
  - 양털원숭이속 (Lagothrix)
  - 노랑꼬리양털원숭이속 (Oreonax)

## 계통 분류
다음은 광비원류의 계통 분류이다.

|  | 티티원숭이아과 |
|  |                |
|  | 사키원숭이아과 |
|  |                |

|  | 고함원숭이아과 |
|  |                |
|  | 거미원숭이아과 |
|  |                |

|  | 꼬리감는원숭이아과 |
|  |                    |
|  | 다람쥐원숭이아과   |
|  |                    |

|  | 비단원숭이과   |
|  |                |
|  | 올빼미원숭이과 |
|  |                |

|  | 꼬리감는원숭이아과 |
|  |                    |
|  | 다람쥐원숭이아과   |
|  |                    |

|  | 비단원숭이과   |
|  |                |
|  | 올빼미원숭이과 |
|  |                |

|  | 고함원숭이아과 |
|  |                |
|  | 거미원숭이아과 |
|  |                |

|  | 꼬리감는원숭이아과 |
|  |                    |
|  | 다람쥐원숭이아과   |
|  |                    |

|  | 비단원숭이과   |
|  |                |
|  | 올빼미원숭이과 |
|  |                |

|  | 꼬리감는원숭이아과 |
|  |                    |
|  | 다람쥐원숭이아과   |
|  |                    |

|  | 비단원숭이과   |
|  |                |
|  | 올빼미원숭이과 |
|  |                |

|  | 티티원숭이아과 |
|  |                |
|  | 사키원숭이아과 |
|  |                |

|  | 고함원숭이아과 |
|  |                |
|  | 거미원숭이아과 |
|  |                |

|  | 꼬리감는원숭이아과 |
|  |                    |
|  | 다람쥐원숭이아과   |
|  |                    |

|  | 비단원숭이과   |
|  |                |
|  | 올빼미원숭이과 |
|  |                |

|  | 꼬리감는원숭이아과 |
|  |                    |
|  | 다람쥐원숭이아과   |
|  |                    |

|  | 비단원숭이과   |
|  |                |
|  | 올빼미원숭이과 |
|  |                |

|  | 고함원숭이아과 |
|  |                |
|  | 거미원숭이아과 |
|  |                |

|  | 꼬리감는원숭이아과 |
|  |                    |
|  | 다람쥐원숭이아과   |
|  |                    |

|  | 비단원숭이과   |
|  |                |
|  | 올빼미원숭이과 |
|  |                |

|  | 꼬리감는원숭이아과 |
|  |                    |
|  | 다람쥐원숭이아과   |
|  |                    |

|  | 비단원숭이과   |
|  |                |
|  | 올빼미원숭이과 |
|  |                |